# خاقانات اویغور
خاقانات اویغور (回鶻) یک امپراتوری تُرک‌تبار بود که حدود یک قرن بین اواسط قرن ۸ و ۹ وجود داشت. آن‌ها یک کنفدراسیون قبیله ای تحت عنوان اشراف اورخون اویغور (回鶻) بودند که توسط چینی‌ها از آن‌ها به عنوان جیو زینگ ("نه قبیله") یاد می‌شد.

## نگارخانه

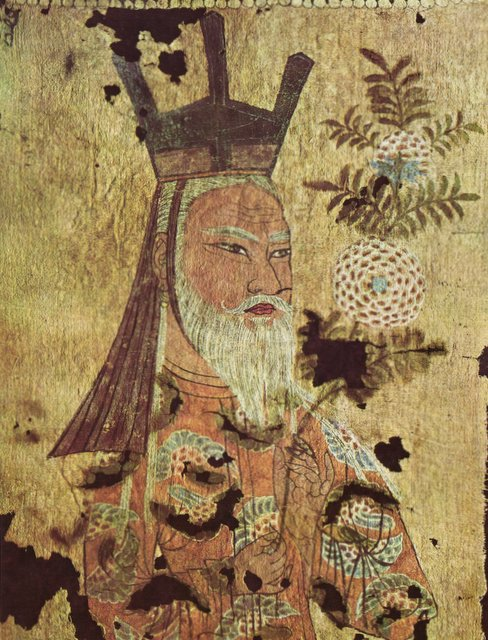
نگاره خاقان اویغور قرن هشتم میلادی
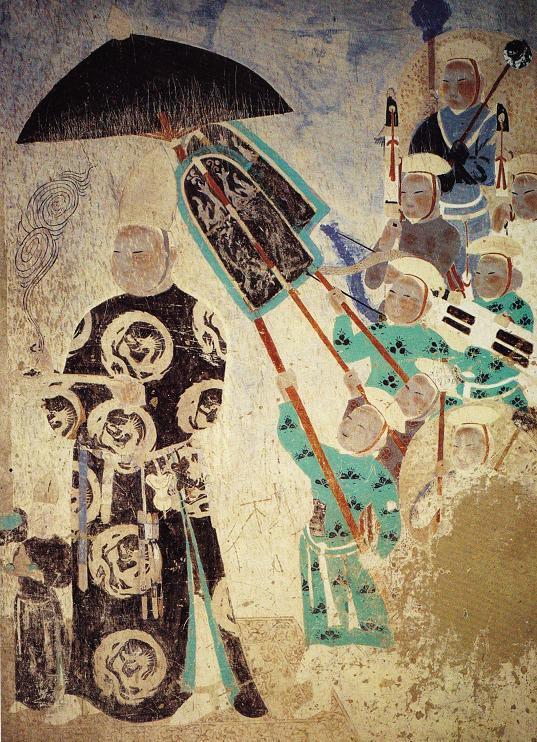
پادشاه اویغور
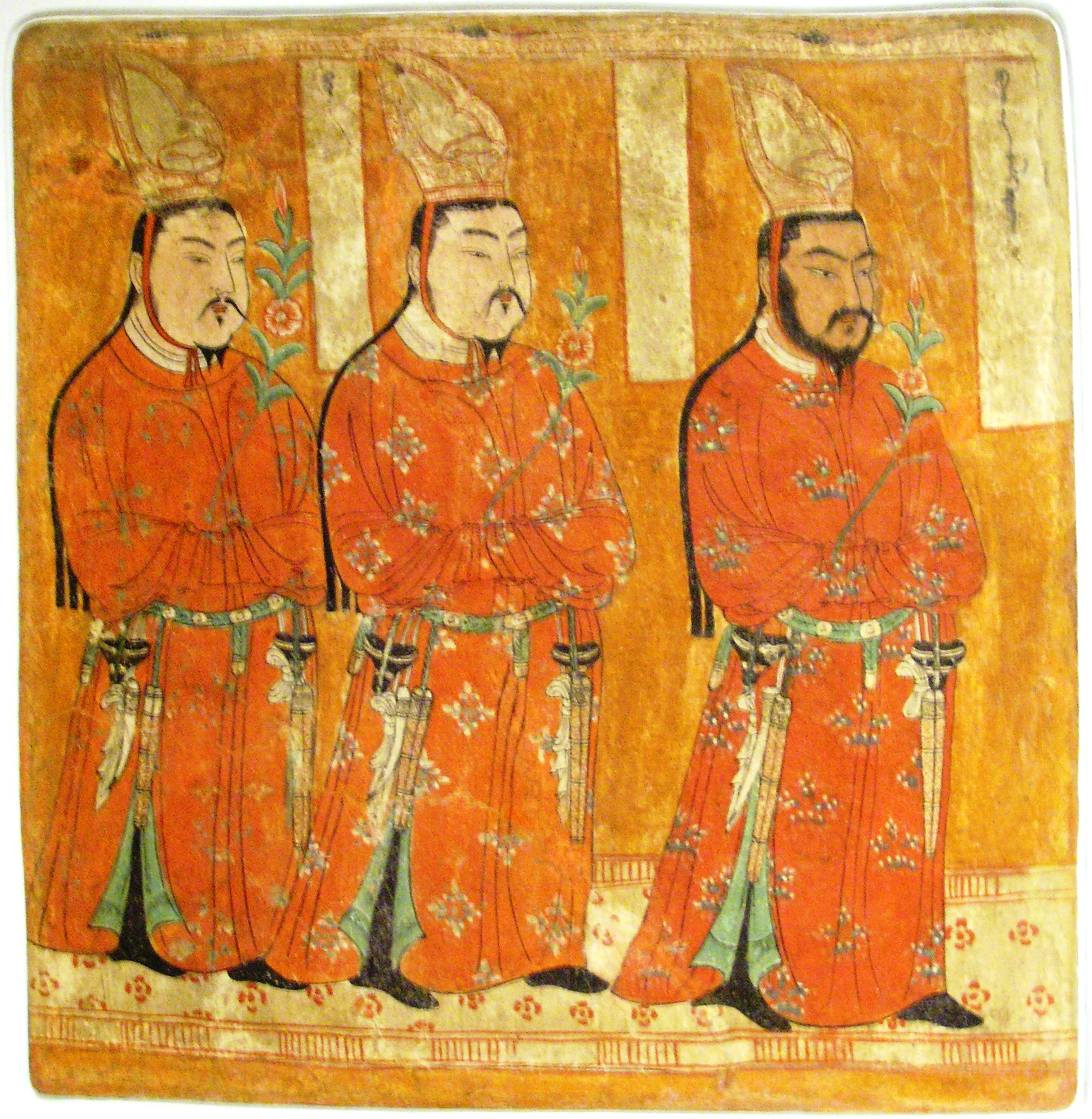
اعضای خانواده سلطنتی اویغور